# Pauli Pitkänen
Paul Einar Pitkänen detto Pauli (Nilsiä, 4 novembre 1911 – 28 settembre 1941) è stato un fondista finlandese.

## Biografia
Ai Mondiali del 1938 nella staffetta 4x10 riuscì a conquistare la medaglia d'oro con Martti Lauronen, Jussi Kurikkala e Klaes Karppinen, con un tempo totale di 2:38:42, distaccando di oltre tre minuti la nazionale norvegese. Nella stessa manifestazione vinse la medaglia d'oro anche nella 18 km con il tempo di 1:09:37. Nell'edizione successiva vinse la sua terza medaglia d'oro, nuovamente nella staffetta 4x10, con Olavi Alakulppi, Eino Olkinuori e Klaes Karppinen; il loro tempo totale fu di 2:08:35 e distaccarono Svezia e Italia.

## Palmarès

### Mondiali
- 3 medaglie:
  - 3 ori (18 km, staffetta a Lahti 1938; staffetta a Zakopane 1939)